# قائمة قرارات مجلس الأمن التابع للأمم المتحدة من 1901 إلى 2000
هذه قائمة قرارات مجلس أمن الأمم المتحدة رقم 1901 إلى 2000 المعتمدة في الفترة بين 16 ديسمبر 2009 و27 يوليو 2011.

## القائمة
| القرارات | التاريخ        | التصويت                                                               | الاهتمامات |
| -------- | -------------- | --------------------------------------------------------------------- | --- |
| 1901     | 16 ديسمبر 2009 | 15-0-0                                                                | شروط القضاة في المحكمة الجنائية الدولية لرواندا |
| 1902     | 17 ديسمبر 2009 | 15-0-0                                                                | تمديد ولاية مكتب الأمم المتحدة المتكامل في بوروندي |
| 1903     | 17 ديسمبر 2009 | 15-0-0                                                                | حظر الأسلحة ليبيريا، تجديد حظر السفر على بعض المسؤولين؛ تمديد ولاية لجنة الخبراء                                                                                       |
| 1904     | 17 ديسمبر 2009 | 15-0-0                                                                | نظام العقوبات ضد القاعدة، طالبان والجماعات المرتبطة بها |
| 1905     | 21 ديسمبر 2009 | 15-0-0                                                                | تمدد الترتيبات المتعلقة بصندوق تنمية العراق |
| 1906     | 23 ديسمبر 2009 | 15-0-0                                                                | تمديد ولاية بعثة الأمم المتحدة في جمهورية الكونغو الديمقراطية |
| 1907     | 23 ديسمبر 2009 | 13–1–1 (ضد: ليبيا؛ الممتنعون: الصين)                                  | عقوبات إريتريا على دورها في الصومال ورفضها سحب قواتها من الحدود مع جيبوتي                                                                                              |
| 1908     | 19 يناير 2010  | 15-0-0                                                                | زيادة حجم بعثة الأمم المتحدة لتحقيق الاستقرار في هايتي في أعقاب زلزال هايتي 2010                                                                                       |
| 1909     | 21 يناير 2010  | 15-0-0                                                                | تمدد ولاية بعثة الأمم المتحدة في نيبال وخطط لسحبها |
| 1910     | 28 يناير 2010  | 15-0-0                                                                | تمديد ولاية بعثة الاتحاد الأفريقي إلى الصومال |
| 1911     | 28 يناير 2010  | 15-0-0                                                                | تمديد ولاية عملية الأمم المتحدة في كوت ديفوار في الفترة التي تسبق الانتخابات الرئاسية                                                                                  |
| 1912     | 26 فبراير 2010 | 15-0-0                                                                | تمدد ولاية بعثة الأمم المتحدة المتكاملة في تيمور الشرقية؛ إعادة تشكيل عنصر الشرطة                                                                                      |
| 1913     | 12 مارس 2010   | 15-0-0                                                                | تمديد ولاية بعثة الأمم المتحدة في جمهورية أفريقيا الوسطى وتشاد |
| 1914     | 18 مارس 2010   | 15-0-0                                                                | الشغور والانتخاب في محكمة العدل الدولية |
| 1915     | 18 مارس 2010   | 15-0-0                                                                | زيادة مؤقتة في عدد القضاة في المحكمة الجنائية الدولية ليوغوسلافيا السابقة                                                                                              |
| 1916     | 19 مارس 2010   | 15-0-0                                                                | تمديد ولاية فريق المراقبة حول الصومال ليشمل أحكاما ضد إريتريا |
| 1917     | 22 مارس 2010   | 15-0-0                                                                | تمدد ولاية بعثة الأمم المتحدة للمساعدة في أفغانستان: جهود الانتعاش |
| 1918     | 27 أبريل 2010  | 15-0-0                                                                | دعوة جميع الدول إلى تجريم القرصنة بموجب القوانين الوطنية |
| 1919     | 29 أبريل 2010  | 15-0-0                                                                | تمديد ولاية بعثة الأمم المتحدة في السودان |
| 1920     | 30 أبريل 2010  | 15-0-0                                                                | تمديد ولاية بعثة الأمم المتحدة للاستفتاء في الصحراء الغربية |
| 1921     | 12 مايو 2010   | 15-0-0                                                                | تمدد ولاية بعثة الأمم المتحدة في نيبال؛ الاستعدادات للانسحاب |
| 1922     | 12 مايو 2010   | 15-0-0                                                                | تمديد ولاية بعثة الأمم المتحدة في جمهورية أفريقيا الوسطى وتشاد |
| 1923     | 25 مايو 2010   | 15-0-0                                                                | انسحاب بعثة الأمم المتحدة في جمهورية أفريقيا الوسطى وتشاد |
| 1924     | 27 مايو 2010   | 15-0-0                                                                | تمديد ولاية عملية الأمم المتحدة في كوت ديفوار |
| 1925     | 28 مايو 2010   | 15-0-0                                                                | تمدد ولاية بعثة الأمم المتحدة في جمهورية الكونغو الديمقراطية؛ التقليل من حجم؛ اعادة تسمية القوة                                                                        |
| 1926     | 2 يونيو 2010   | 15-0-0                                                                | الشواغر والانتخاب في محكمة العدل الدولية |
| 1927     | 4 يونيو 2010   | 15-0-0                                                                | نشر قوات شرطة إضافية كجزء من بعثة الأمم المتحدة لتحقيق الاستقرار في هايتي                                                                                              |
| 1928     | 7 يونيو 2010   | 15-0-0                                                                | تمديد ولاية لجنة مراقبة الخبراء العقوبات ضد كوريا الشمالية |
| 1929     | 9 يونيو 2010   | 12–2–1 (ضد: البرازيل، تركيا؛ امتناع: لبنان)                           | العقوبات على إيران بسبب البرنامج النووي الإيراني |
| 1930     | 15 يونيو 2010  | 14–1–0 (ضد: تركيا)                                                    | تمديد ولاية قوة الأمم المتحدة لحفظ السلام في قبرص |
| 1931     | 29 يونيو 2010  | 15-0-0                                                                | تمديد فترة القضاة في المحكمة الجنائية الدولية ليوغوسلافيا السابقة |
| 1932     | 29 يونيو 2010  | 15-0-0                                                                | تمديد فترة القضاة في المحكمة الجنائية الدولية لرواندا |
| 1933     | 30 يونيو 2010  | 15-0-0                                                                | تمديد وتوسيع ولاية عملية الأمم المتحدة في كوت ديفوار ودعم القوات الفرنسية                                                                                              |
| 1934     | 30 يونيو 2010  | 15-0-0                                                                | تمدد ولاية قوة الأمم المتحدة لمراقبة فض الاشتباك |
| 1935     | 30 يوليو 2010  | 15-0-0                                                                | تمديد ولاية الاتحاد الإفريقي - الأمم المتحدة للعملية المختلطة في دارفور                                                                                                |
| 1936     | 5 أغسطس 2010   | 15-0-0                                                                | تمدد ولاية بعثة الأمم المتحدة للمساعدة في العراق |
| 1937     | 30 أغسطس 2010  | 15-0-0                                                                | تمدد ولاية قوة الأمم المتحدة المؤقتة في لبنان |
| 1938     | 15 سبتمبر 2010 | 15-0-0                                                                | تمديد ولاية بعثة الأمم المتحدة في ليبيريا |
| 1939     | 15 سبتمبر 2010 | 15-0-0                                                                | تمدد ولاية بعثة الأمم المتحدة في نيبال للوقت النهائي |
| 1940     | 29 سبتمبر 2010 | 15-0-0                                                                | مصاعد حظر الأسلحة والعقوبات المتبقية ضد سيراليون |
| 1941     | 29 سبتمبر 2010 | 15-0-0                                                                | تمدد ولاية مكتب الأمم المتحدة المتكامل لبناء السلام في سيراليون |
| 1942     | 29 سبتمبر 2010 | 15-0-0                                                                | الأذن بزيادة مؤقتة في عملية الأمم المتحدة في كوت ديفوار وحدات من الأفراد العسكريين وأفراد الشرطة                                                                       |
| 1943     | 13 أكتوبر 2010 | 15-0-0                                                                | تمديد تفويض قوة المساعدة الأمنية الدولية في أفغانستان |
| 1944     | 14 أكتوبر 2010 | 15-0-0                                                                | تمدد ولاية بعثة الأمم المتحدة لتحقيق الاستقرار في هايتي |
| 1945     | 14 أكتوبر 2010 | 14–0–1 (الممتنعون: الصين)                                             | تمدد ولاية لجنة خبراء مراقبة العقوبات ضد الجماعات في دارفور، السودان                                                                                                   |
| 1946     | 15 أكتوبر 2010 | 15-0-0                                                                | تمدد ولاية هيئة الخبراء والعقوبات ضد ساحل العاج |
| 1947     | 29 أكتوبر 2010 | 15-0-0                                                                | إعادة تأكيد دور لجنة الأمم المتحدة لبناء السلام |
| 1948     | 18 نوفمبر 2010 | 15-0-0                                                                | تمديد ولاية ألثينا في البوسنة والهرسك |
| 1949     | 23 نوفمبر 2010 | 15-0-0                                                                | تمدد ولاية مكتب الأمم المتحدة المتكامل لبناء السلام في غينيا - بيساو                                                                                                   |
| 1950     | 23 نوفمبر 2010 | 15-0-0                                                                | إعادة تفويض الدول بالتدخل في أعمال القرصنة قبالة سواحل الصومال |
| 1951     | 24 نوفمبر 2010 | 15-0-0                                                                | إعادة الانتشار المؤقت لوحدات من بعثة الأمم المتحدة في ليبريا إلى عملية الأمم المتحدة في كوت ديفوار                                                                     |
| 1952     | 29 نوفمبر 2010 | 15-0-0                                                                | تمديد حظر الأسلحة وغيرها من العقوبات ضد جمهورية الكونغو الديمقراطية |
| 1953     | 14 ديسمبر 2010 | 14–1–0 (ضد: تركيا)                                                    | تمديد ولاية قوة الأمم المتحدة لحفظ السلام في قبرص |
| 1954     | 14 ديسمبر 2010 | 15-0-0                                                                | تمديد فترة القضاة في المحكمة الجنائية الدولية ليوغوسلافيا السابقة |
| 1955     | 14 ديسمبر 2010 | 15-0-0                                                                | تمديد فترة القضاة في المحكمة الجنائية الدولية لرواندا؛ زيادة مؤقتة في عدد القضاة المخصصين                                                                              |
| 1956     | 15 ديسمبر 2010 | 15-0-0                                                                | إنهاء الترتيبات لصندوق تنمية العراق؛ ترتيبات الخلف من صادرات النفط والغاز                                                                                              |
| 1957     | 15 ديسمبر 2010 | 15-0-0                                                                | انهاء القيود المتعلقة بأضرار الدمار الشامل والأنشطة النووية في العراق                                                                                                  |
| 1958     | 15 ديسمبر 2010 | 14–0–1 (الممتنعون: فرنسا)                                             | إنهاء الأنشطة المتبقية للعراق، برنامج النفط مقابل الغذاء |
| 1959     | 16 ديسمبر 2010 | 15-0-0                                                                | تأسيس مكتب الأمم المتحدة في بوروندي |
| 1960     | 16 ديسمبر 2010 | 15-0-0                                                                | تطلب معلومات حول الأطراف المشتبه في ضلوعهم الاعتداء الجنسي في النزاع المسلح على إتاحتها                                                                                |
| 1961     | 17 ديسمبر 2010 | 15-0-0                                                                | تجديد حظر توريد الأسلحة وعقوبات السفر بخصوص ليبيريا |
| 1962     | 20 ديسمبر 2010 | 15-0-0                                                                | تمدد ولاية عملية الأمم المتحدة في كوت ديفوار؛ المطالبة باحترام الانتخابات الرئاسية في كوت ديفوار                                                                       |
| 1963     | 20 ديسمبر 2010 | 15-0-0                                                                | متابعة المديرية التنفيذية للجنة مكافحة الإرهاب بتوجيه من لجنة مكافحة الإرهاب                                                                                           |
| 1964     | 22 ديسمبر 2010 | 15-0-0                                                                | تمدّد بعثة الاتحاد الأفريقي إلى الصومال؛ يزيد من حجم القوة |
| 1965     | 22 ديسمبر 2010 | 15-0-0                                                                | تمدد ولاية قوة الأمم المتحدة لمراقبة فض الاشتباك |
| 1966     | 22 ديسمبر 2010 | 14–0–1 (امتناع: روسيا)                                                | إنشاء الآلية الدولية لتصريف الأعمال المتبقية للمحكمتين الجنائيتين لإنجاز المهام المتبقية لمحكمة الجنائية الدولية لرواندا والمحكمة الجنائية الدولية ليوغوسلافيا السابقة |
| 1967     | 19 يناير 2011  | 15-0-0                                                                | الأذن بزيادة قوة عملية الأمم المتحدة في كوت ديفوار |
| 1968     | 16 فبراير 2011 | 15-0-0                                                                | تمديد إعادة انتشار القوات من بعثة الأمم المتحدة في ليبيريا إلى عملية الأمم المتحدة في كوت ديفوار                                                                       |
| 1969     | 24 فبراير 2011 | 15-0-0                                                                | تمدد ولاية بعثة الأمم المتحدة المتكاملة في تيمور الشرقية |
| 1970     | 26 فبراير 2011 | 15-0-0                                                                | فرض عقوبات على نظام معمر القذافي بسبب محاولاته لإخماد الحرب الأهلية الليبية                                                                                            |
| 1971     | 3 مارس 2011    | 15-0-0                                                                | انسحاب بعثة الأمم المتحدة في ليبيريا من حماية المحكمة الخاصة لسيراليون                                                                                                 |
| 1972     | 17 مارس 2011   | 15-0-0                                                                | إعفاء مؤقت من عمل المنظمات الإنسانية في الصومال من العقوبات المالية |
| 1973     | 17 مارس 2011   | 10–0–5 (الممتنعون عن التصويت: الصين، روسيا، البرازيل، ألمانيا، الهند) | الأدن باستخدام منطقة حظر الطيران الليبي فوق ليبيا، مع مهمة واضحة تتمثل في حماية السكان المدنيين                                                                        |
| 1974     | 22 مارس 2011   | 15-0-0                                                                | تمديد ولاية بعثة الأمم المتحدة للمساعدة في أفغانستان |
| 1975     | 30 مارس 2011   | 15-0-0                                                                | فرض عقوبات على نظام لوران غباغبو كوت ديفوار لرفض تسليم السلطة |
| 1976     | 11 أبريل 2011  | 15-0-0                                                                | تقرر النظر في محاكم خاصة للتعامل مع القرصنة قبالة سواحل الصومال |
| 1977     | 20 أبريل 2011  | 15-0-0                                                                | تمدد ولاية 1540 بشأن عدم انتشار أسلحة الدمار الشامل |
| 1978     | 27 أبريل 2011  | 15-0-0                                                                | تمديد ولاية بعثة الأمم المتحدة في السودان |
| 1979     | 27 أبريل 2011  | 15-0-0                                                                | تمديد ولاية بعثة الأمم المتحدة للاستفتاء في الصحراء الغربية |
| 1980     | 28 أبريل 2011  | 15-0-0                                                                | تجدد حظر الأسلحة وحظر تجارة الألماس ضد ساحل العاج |
| 1981     | 13 مايو 2011   | 15-0-0                                                                | تمدد ولاية عملية الأمم المتحدة في كوت ديفوار ونقل مؤقت من ليبيريا |
| 1982     | 17 مايو 2011   | 15-0-0                                                                | تمديد ولاية لجنة الخبراء لمراقبة حظر توريد الأسلحة وغيرها من العقوبات ضد السودان                                                                                       |
| 1983     | 7 يونيو 2011   | 15-0-0                                                                | إدراج فيروس نقص المناعة البشرية - الإيدز، الوقاية والعلاج والرعاية والدعم في بعثات حفظ السلام                                                                          |
| 1984     | 9 يونيو 2011   | 14–0–1 (ممتنع: لبنان)                                                 | تمديد ولاية لجنة خبراء مراقبة العقوبات ضد إيران |
| 1985     | 10 يونيو 2011  | 15-0-0                                                                | تمديد ولاية لجنة مراقبة العقوبات ضد كوريا الشمالية |
| 1986     | 13 يونيو 2011  | 15-0-0                                                                | تمديد ولاية قوة الأمم المتحدة لحفظ السلام في قبرص |
| 1987     | 17 يونيو 2011  | تم تبنيها بواسطة التسجيل                                              | يوصي بان كي مون بفترة ثانية كـ الأمين العام للأمم المتحدة |
| 1988     | 17 يونيو 2011  | 15-0-0                                                                | تقسيم وظائف لجنة الجزاءات المفروضة على تنظيم القاعدة وحركة طالبان؛ العقوبات المتعلقة بـ طالبان                                                                         |
| 1989     | 17 يونيو 2011  | 15-0-0                                                                | تقسيم وظائف لجنة الجزاءات المفروضة على تنظيم القاعدة وحركة طالبان؛ العقوبات المتعلقة بالـالقاعدة                                                                       |
| 1990     | 27 يونيو 2011  | 15-0-0                                                                | تأسيس قوة الأمم المتحدة الأمنية المؤقتة في المنطقة الحدودية بين السودان و جنوب السودان                                                                                 |
| 1991     | 28 يونيو 2011  | 15-0-0                                                                | إطالة بعثة منظمة الأمم المتحدة لتحقيق الاستقرار في جمهورية الكونغو الديمقراطية                                                                                         |
| 1992     | 29 يونيو 2011  | 15-0-0                                                                | تمديد نشر المروحيات من بعثة الأمم المتحدة في ليبيريا إلى عملية الأمم المتحدة في كوت ديفوار                                                                             |
| 1993     | 29 يونيو 2011  | 15-0-0                                                                | تمدد فترات عمل القضاة في المحكمة الجنائية الدولية ليوغوسلافيا السابقة                                                                                                  |
| 1994     | 30 يونيو 2011  | 15-0-0                                                                | تمدد ولاية قوة الأمم المتحدة لمراقبة فض الاشتباك |
| 1995     | 6 يوليو 2011   | 15-0-0                                                                | السماح للقضاة المؤقتين في المحكمة الجنائية الدولية لرواندا بالتصويت والمرشحين للرئاسة                                                                                  |
| 1996     | 8 يوليو 2011   | 15-0-0                                                                | إنشاء بعثة الأمم المتحدة في جمهورية جنوب السودان |
| 1997     | 11 يوليو 2011  | 15-0-0                                                                | الأذن بإنهاء بعثة الأمم المتحدة في السودان |
| 1998     | 12 يوليو 2011  | 15-0-0                                                                | إدانة الهجمات ضد المدارس والمستشفيات في النزاعات المسلحة |
| 1999     | 13 يوليو 2011  | تم اعتماده بدون تصويت                                                 | دخول جنوب السودان إلى الأمم المتحدة |
| 2000     | 27 يوليو 2011  | 15-0-0                                                                | تمديد ولاية عملية الأمم المتحدة في كوت ديفوار |